# E=MC² (Mariah Carey-album)
Nem tévesztendő össze a következővel: E=MC² (Atomic Basie).
Az E=MC² Mariah Carey amerikai énekesnő tizenötödik albuma és tizedik stúdióalbuma. 2008. április 15-én jelent meg. Az album a Billboard 200 amerikai albumslágerlista 1. helyén nyitott, az első héten 463 000 példány kelt el belőle (Carey karrierje alatt ez a legtöbb, amit egy új albumból az első héten sikerült eladnia). Hat listavezető albummal Carey holtversenyben áll Janet Jacksonnal a legtöbb listavezető albummal rendelkező női előadók listájának 3. helyén, csak Barbra Streisand és Madonna előzi meg őket (8, illetve 7 listavezető albummal). Az album két héten át állt az első helyen. Az album első kislemeze, a Touch My Body listavezető lett a Billboard Hot 100 slágerlistán, a második, a Bye Bye a Top 20-ig jutott.

## Az album címe
A hivatalos cím megerősítése előtt az albumot That Chick címen tervezték kiadni, az egyik dal címe után. Az album utal Einstein relativitáselméletére és Carey előző, The Emancipation of Mimi („Mimi felszabadulása”) című albumára: E (emancipation) = MC (Mariah Carey) a négyzeten.

## Felvételek
Carey legutóbbi turnéján, a The Adventures of Mimi turnén kezdett új dalokat írni. Carey egy teljes hónapra kibérelte Anguilla legnagyobb villáját és stúdiót alakíttatott ki benne. Bryan Michael Cox producer is ellátogatott hozzá, hogy együtt írjanak dalokat. 2008. február 1-jén felkerült Carey hivatalos weboldalára egy videófelvétel, melyen az énekesnő és Jermaine Dupri késő este együtt dolgoznak a stúdióban.
Egy, a VIBE magazinnak adott interjújában T.I. említette, hogy ő lesz Carey albumának egyik producere. Bejelentették, hogy a producerek közt szerepel Polow da Don és will.i.am is Carey 2007 végén kijelentette, hogy 22 dal készült el, ezek közül választja ki az albumra kerülőket.

## Az album
Az album zenei stílusa összetett, főleg pop, R&B és hiphop, de egyes dalokban gospel- és reggae-hatások is érezhetőek. Carey most először, a Cruise Control című dalban kísérletezett a reggae-hangzással, és a második versszakban jamaicai dialektusban énekel. A Side Effects című dal tönkrement, Tommy Mottolával kötött házasságáról szól és az érzelmi kegyetlenségről, amivel férje bánt vele. Jennifer Vineyard, az MTV munkatársa rockballadának nevezte a dalt és stílusát Bonnie Tyler és Pat Benatar stílusához hasonlította. Az albumon két dal használ fel részletet korábbi dalokból: az egyik a hetvenes évek soulhangzását felidéző I’m That Chick, ami Michael Jackson Off the Wall című dalából (1979) használ fel részletet, a másik az I’ll Be Lovin’ U Long Time, mely a DeBarge Stay with Me című dalából vesz át részletet és a Hill Street Blues főcímzenéjét is felidézi. Második kislemeze, a Bye Bye apja, Alfred Roy Carey haláláról szól, aki rákban hunyt el 2002-ben, és az énekesnő gyermekkora nagy részében nem volt jelen, miután elvált feleségétől. Bár a szöveg nagyrészt személyes, Carey igyekezett úgy alakítani a dalt, hogy mindenkinek az érzelmeit kifejezze, aki elveszített valakit. Az album záródala az I Wish You Well című gospelhatású zongoraballada, melyben a Bibliából idéz.

## Fogadtatása
A legnagyobb kihívást az album készítésekor az jelentette, hogy minőségben ne maradjon alul az előző, nagy sikerű albumhoz, a The Emancipation of Mimihez képest, melyet a legtöbb kritikus dicsérettel illetett. Az E=MC² még az előző albumnál is jobb kritikákat kapott, többen megemlítették, hogy méltó utódja a The Emancipation of Miminek.
A Billboard szerint „Már korábban is kijelentette, hogy felszabadult [az „emancipation” jelentése felszabadulás]; de Mariah Carey sosem hangzott még olyan szabadnak, mint 10. albumán.” Kritikájuk szerint az E=MC² „popalbum, melyen egyenlő arányban van jelen a könnyedség és a komolyság”. A The Observer szerint „minden dal pontosan úgy lett megszerkesztve, mintha arra született volna, hogy a kocsiban üvöltessék Miamiban egy napfényes vasárnapon”. Több kritikus egyetértett abban, hogy Carey hangja jó formában van. A Fox News és az RWD kijelentette, hogy „Hírhedt nyolcoktávos hangterjedelme az évek alatt szenvedett ugyan egy keveset, de Carey még mindig úgy röpdös a magasságokból a lágy mélységekbe, mint senki más” és „Hang szempontjából ez újabb kiemelkedő kiadvány a világ legtöbb lemezt eladó szupersztárjától”.
Az albumról negatívabb kritikát alkotók elsősorban azt hozták fel, hogy az E=MC² az előző album dalait próbálja utánozni, azonkívül Carey nem használja a teljes hangterjedelmét. Caryn Ganz, a Rolling Stone kritikusa úgy találta, „Carey csaknem minden dalban négy hangjegyből álló dallamok közé kényszerül, ami nem hadnagy helyet hangterjedelmének”, az LA Times szintén ezt emelte ki, de azt is megjegyezte, hogy az album „csaknem klónja a The Emancipation of Mimiek”. A Bleu Magazine kritikusa, Adam Benjamin Irby egyetértett ezzel, és megjegyezte, hogy a lassú számok „mind kétségbeesetten igyekeznek felidézni a We Belong Together varázslatát […] A hasonlatosságok nem rémisztőek, de már unalmasak és felejthetőek.”
A Rolling Stone-nal és az LA Times-szal ellentétben a MTV dicsérte az énekesnő hangját az albumon, és kijelentette, hogy Carey „valóban tud énekelni, amikor nem az köti le, hogy tornáztassa a hangját”. Jody Rosen, a Blender magazin munkatársa szerint Mariah „határozottan felszabadult – az alól a kényszere alól is, hogy egy-egy dalt több oktávval cicomázzon, mint Maria Callas”.

## Eladási adatok
Az E=MC² a Billboard 200 albumslágerlista első helyén nyitott, az első héten 463 000 példány kelt el belőle, több, mint Carey bármelyik albumából a megjelenését követő egy héten. Hat listavezető albummal Carey felzárkózott Janet Jackson mellé mint legtöbb listavezető albummal rendelkező női előadó, csak Barbra Streisand előzi meg nyolc és Madonna hét albummal. A második héten szintén a lista élén állt az album, ekkor 182 000 példányban kelt el. Az 1995-ben megjelent Daydream óta az E=MC² Carey első albuma, mely két egymást követő hetet töltött az első helyen. Az albumból eddig 886 000 példány kelt el.
A brit albumslágerlistán a 3. helyen nyitott az album, 34 800 eladott példánnyal a megjelenését követő első héten. Ez volt a legmagasabb pozíció, amit Carey-album elért a slágerlistán az 1997-ben megjelent Butterfly album óta, amely a 2. helyig jutott. A nemzetközi egyesített slágerlista első helyén nyitott az első héten 617 000 eladott példánnyal, és két héten át tartotta az első helyet; 2008 júniusáig 1 319 000 példány kelt el belőle. A Fülöp-szigeteken aranylemez lett, mindössze nyolc nap alatt 15 000 példány kelt el belőle.
Az album megjelenésének napján, 2008. április 15-én Antonio Villaraigosa Los Angeles-i polgármester bejelentette, hogy április 15-e „Mariah Carey-nap” lesz a városban. Ez része volt annak a megünneplésének, hogy az album első kislemeze, a Touch My Body Carey tizennyolcadik listavezető dala lett a Billboard Hot 100-on. Április 25-e és 27-e közt az Empire State Buildinget Carey színeivel – levendulával, rózsaszínnel és fehérrel – világították ki, hogy megünnepeljék az énekesnő sikereit a zenei világban.

## Dallista
| #                | Cím                                  | Producer                                                     | Szerző                                                                                    | Hossz |
| ---------------- | ------------------------------------ | ------------------------------------------------------------ | ----------------------------------------------------------------------------------------- | ----- |
| 1.               | Migrate (feat. T-Pain)               | Mariah Carey, Nate „Danja” Hills                             | Carey, Hills, Belawa Muhammad, Faheem „T-Pain” Najm                                       | 4:18  |
| 2.               | Touch My Body                        | Carey, Terius „The-Dream” Nash, Christopher „Tricky” Stewart | Carey, Crystal „Cri$tyle” Johnson, Nash, Stewart                                          | 3:25  |
| 3.               | Cruise Control (feat. Damian Marley) | Carey, Jermaine Dupri, Manuel Seal                           | Carey, Dupri, Johnson, Damian Marley, Seal                                                | 3:33  |
| 4.               | I Stay in Love                       | Carey, Bryan Michael Cox                                     | Carey, Cox, Kasseem Dean, Adonis Shropshire                                               | 3:32  |
| 5.               | Side Effects (feat. Young Jeezy)     | Carey, Scott Storch                                          | Carey, J. Jenkins, Johnson, Storch                                                        | 4:22  |
| 6.               | I’m That Chick                       | Carey, Stargate                                              | Johnta Austin, Carey, Mikkel S. Eriksen, Tor Erik Hermansen, Rodney Temperton             | 3:31  |
| 7.               | Love Story                           | Carey, Dupri, Seal                                           | Austin, Carey, Dupri, Seal                                                                | 3:56  |
| 8.               | I’ll Be Lovin’ U Long Time           | Carey, Aldrin „DJ Toomp” Davis                               | Carey, Davis, Mark DeBarge, Johnson, Etterlene Jordan                                     | 3:01  |
| 9.               | Last Kiss                            | Carey, Dupri, Seal                                           | Austin, Carey, Dupri, Seal                                                                | 3:36  |
| 10.              | Thanx 4 Nothin’                      | Carey, Dupri, Seal                                           | Carey, Dupri, Seal                                                                        | 3:05  |
| 11.              | O.O.C.                               | Carey, Kasseem „Swizz Beatz” Dean                            | Carey, Dean, Sheldon Harris                                                               | 3:26  |
| 12.              | For the Record                       | Carey, Cox                                                   | Carey, Cox, Shropshire                                                                    | 3:26  |
| 13.              | Bye Bye                              | Carey, Stargate                                              | Carey, Eriksen, Hermansen, Austin                                                         | 4:27  |
| 14.              | I Wish You Well                      | Carey, James Poyser                                          | Carey, Poyser, Mary Ann Tatum                                                             | 4:35  |
| Japán bónuszdal  |                                      |                                                              |                                                                                           |       |
| 15.              | Heat                                 | William „will.i.am” Adams, Carey                             | Adams, Carey, Jon Fletcher, Keith Harris, Jalil Hutchins, Johnson, Larry Smith, R. Muller | 3:34  |
| 16.              | 4real4real (feat. Da Brat)           | Carey                                                        | Carey                                                                                     | 4:13  |
| iTunes bónuszdal |                                      |                                                              |                                                                                           |       |
| 15.              | 4real4real (feat. Da Brat)           | Carey                                                        | Carey                                                                                     | 4:13  |

## Kislemezek
- Touch My Body (2008. február 19.)
- Bye Bye (2008. április 7.)
- I’ll Be Lovin’ U Long Time (2008. július 1.)
- I Stay in Love (2008. október 28.)

Az első kislemez, a Touch My Body pozitív kritikákat kapott. Világszerte mérsékelt kritikákat kapott, nagyrészt a top 20-ba került a slágerlistákon, de az USA-ban a Billboard Hot 100 élére került, ezzel ez lett Carey tizennyolcadik listavezető dala, amivel ő lett a második legtöbb listavezető dallal rendelkező előadó (a The Beatles után). Ez főként a rekordmennyiségű internetes letöltésnek volt köszönhető: a megjelenést követő első héten 286 000-szer töltötték le.
A második kislemez, a Bye Bye premierje 2008. április 7-én volt. Ez csak a 19. helyig jutott a Billboard Hot 100-on, bár nagyobb sikerre számítottak. A harmadik kislemez, az I’ll Be Lovin’ U Long Time akkor jelent meg, amikor Mariah Japánban promotálta az albumot. A Japan Hot 100 Singles slágerlistán a 27. helyig jutott. Az amerikai rádióknak 2008. július 1-jén küldték el, és az 58. helyig jutott a Billboard Hot 100-on.
2008. szeptember 2-án az I’m That Chick című dalt elküldték az urban adult contemporary rádióknak, de kislemezen nem jelent meg. A rádiós játszások alapján a 82. helyig jutott a Billboard Hot R&B/Hip-Hop Songs slágerlistáján.
A negyedik kislemez, az I Stay in Love október 28. óta hallható az amerikai Top 40/Mainstream és Rhythm/Crossover rádiókban. A kanadai kislemezlista élére került a dal. A Billboard Hot Dance Club Play slágerlistán Carey tizennegyedik listavezető dala lett.
Bár kislemezen nem jelent meg, de a Migrate című dal 41 000 000 impressziót kapott az USA-ban (potenciálisan ennyien hallhatták) és a 92. helyre került a Billboard Hot 100-on, a 69.-re a Billboard Pop 100-on és a 95.-re a Billboard Hot R&B/Hip-Hop Songs listán. A letöltéseknek köszönhetően a 70. helyre került a kanadai letöltéseken alapuló slágerlistán. Norvégiában a 2., Svédországban a 6. helyig jutott, a skandináv listán a 9. helyen nyitott. Mariah előadta a dalt 2008. március 15-én a Saturday Night Live műsorban.
A Side Effects, bár szintén nem jelent meg kislemezen, a 93. helyre került a Billboard Pop 100-on.
Videóklip a négy kislemezdalon kívül a Love Story című dalhoz is készült.

## Megjelenési dátumok
Az E=MC² 2008 áprilisában jelent meg számos országban.
| Régió, ország                                                      | Dátum             | Kiadó          |
| ------------------------------------------------------------------ | ----------------- | -------------- |
| Oroszország                                                        | 2008. április 8.  | Island Records |
| Lengyelország                                                      | 2008. április 9.  | Island Records |
| Németország, Hollandia                                             | 2008. április 11. | Island Records |
| Franciaország, Egyesült Királyság, Fülöp-szigetek (Deluxe edition) | 2008. április 14. | Island Records |
| USA, Kanada, Dél-Korea, Spanyolország, Tajvan,Hongkong             | 2008. április 15. | Island Records |
| Finnország, Japán, Svédország, Brazília                            | 2008. április 16. | Island Records |
| Ausztrália                                                         | 2008. április 19. | Island Records |
| Mexikó, Thaiföld                                                   | 2008. április 22. | Island Records |
| Egyesült Arab Emírségek                                            | 2008. április 28. | Island Records |

## Helyezések
| Slágerlista (2008)               | Legfelső helyezés |
| -------------------------------- | ----------------- |
| Ausztrál ARIA albumslágerlista   | 2                 |
| Belga (flamand) albumslágerlista | 17                |
| Belga (vallon) albumslágerlista  | 25                |
| Brit albumslágerlista            | 3                 |
| Európai albumslágerlista         | 3                 |
| Francia albumslágerlista         | 6                 |
| Görög albumslágerlista           | 6                 |
| Holland albumslágerlista         | 11                |
| Ír albumslágerlista              | 7                 |
| Japán albumslágerlista           | 7                 |
| Kanadai albumslágerlista         | 1                 |
| Lengyel albumslágerlista         | 33                |

| Slágerlista (2008)                | Legfelső helyezés |
| --------------------------------- | ----------------- |
| Mexikói albumslágerlista          | 43                |
| Német albumslágerlista            | 7                 |
| Norvég albumslágerlista           | 20                |
| Olasz albumslágerlista            | 9                 |
| Osztrák albumslágerlista          | 8                 |
| Portugál albumslágerlista         | 15                |
| Spanyol albumslágerlista          | 16                |
| Svájci albumslágerlista           | 5                 |
| Svéd albumslágerlista             | 22                |
| USA Billboard 200                 | 1                 |
| Új-zélandi RIANZ albumslágerlista | 10                |
| Nemzetközi egyesített slágerlista | 1                 |